# Elution
Elution, selten auch Eluierung (von lateinisch eluere „auswaschen“) bezeichnet in der Chromatographie sowie der Umweltchemie das Ab-, Herauslösen oder Verdrängen von adsorbierten Stoffen aus Adsorbentien oder Ionenaustauschern.

## Chromatographie
In der Chromatographie kann die stationäre Phase sowohl aus festem, als auch aus flüssigem Material bestehen. Dabei wird eine mobile Phase (Eluent), die aus einem oder mehreren Lösungsmitteln besteht, an der stationären Phase vorbeigeführt. Das ausgetragene Gemisch aus Lösungsmitteln und gelösten Substanzen ist das Eluat.

## Umweltchemie
In der Umweltchemie bzw. Abfallwirtschaft werden – mit Wasser als Lösungsmittel – Schadstoffe unter klar festgelegten Bedingungen aus Abfällen herausgelöst; diese können fest, pastenartig oder schlammig sein. Im Eluat werden die Art und Konzentration der eluierten Stoffe mittels geeigneter Analysenverfahren bestimmt.

## Radiochemie
Von besonderer Bedeutung ist die Elution auch bei der Herstellung von Radionukliden mit Hilfe von Radionuklidgeneratoren, z. B. Gallium-68-Generator.